# Podrod
Podrod (lat., angl.: subgenus), nejčastěji se zkracuje subgen., subg., nebo česky podr. je pomocná taxonomická kategorie. Má těsně nižší postavení než rod a vyšší než druh. Mezi podrodem a druhem může být ještě několik dalších vedlejších kategorii (sekce, agregát).
Do podrodů se rozdělují skupiny druhů, které se od sebe odlišují v některých podstatných znacích, mohou existovat i podrody s jediným druhem. Neexistuje definice kdy se již jedná o podrod a kdy ještě ne. Mnohdy je rozčlenění rodu do podrodů předstupněm před rozdělením rodu do více rodů, jindy podrody vzniknou sloučením více rodů do jednoho.
Při zápisu binomického jména není nutno vkládat jméno podrodu. Např. rod kůň (Equus) má mj. podrod Hippotigris a ten obsahuje mj. druh zebra stepní (Equus quagga).
Běžně lze toto zapsat:
- Equus quagga

Při potřebě podrod vyjádřit se píše:
- Equus (Hippotigris)
- Equus subgen.Hippotigris (výraz subgen. se nepíše kurzivou)